# Бураев, Уразгали
Уразгали Бураев (1898—1938) — народный комиссар юстиции КазАССР в 1936—1937 годы.

## Биография
Уразгали Бураев родился в ауле №2 Зангарская волость Казалинский уезд Сырдарьинская область в семье скотовода.
С 1921 года член Коммунистической партии. 
В 1918 году инструктор детской коммуны в Казалинске, переписчик земской управы при правительстве Алаш Орды. 
В 1919–1920 годы служил в РККА в составе 2-го Киргизского Кустанайского кавалерийского полка. С апреля 1920 года учился на командных кавалерийских полках в городе Оренбург. С октября 1921 года Бураев служил в 16-м дунганском полку 8-й кавалерийской бригады. 
В 1922-1924 годы работал в Ташкенте инструктором ЦК РКСМ Туркестана, заведующим организационным отделом Каракалпакского обкома РКСМ, заведующим уездным земельным отделом, заместителем председателя уездного исполкома города Казалинск. 
В 1924–1926 годы заведующий отделами государственного имущества и землеустройства в Ташкенте, председатель Аулие-Атинского уездного исполкома. 
В 1927–1929 годы председатель правления Казмясопродукта, председатель Кокчетавского и заместитель председателя Петропавловского окружных исполкомов. После ликвидации округов в 1929 году назначен заместителем управляющего трестом «Карагандауголь» города Акмолинск. 
В 1933 году окончил Московский сельскохозяйственный факультет Всесоюзной плановой академии по специальности экономист-плановик.
С августа 1933 года по февраль 1934 года Бураев работал заместителем наркома земледелия КазССР. 
С февраля 1934 года начальник Южно-Казахстанского областного земельного управления. 
В 1935–1936 годы заведующий отделом советской торговли Восточно-Казахстанского обкома ВКП(б) города Семипалатинск. 
С августа 1936 года  по октябрь 1937 года нарком юстиции КазССР.
Член КазЦИК 9 созыва (01.1935-37). Кандидат в члены Казкрайкома ВКП(б).
5 октября 1937 года арестован УГБ НКВД КазССР. 26 февраля 1938 ВС ВК Верховного Суда СССР признал доказанным обвинение в преступлениях, предусмотренных статьями 58-2, 58-7, 58-8, 58-11 УК РСФСР и приговорил к высшей мере наказания. Расстрелян в феврале 1938 года. 29 января 1959 реабилитирован ВК Верховного Суда СССР: за отсутствием состава преступления.